# 別列濟夫卡 (博布里涅茨區)
47°51′31″N 32°6′7″E / 47.85861°N 32.10194°E
別列濟夫卡（烏克蘭語：Березівка），是烏克蘭中部的村莊，隸屬基洛夫格勒州的克羅皮夫尼茨基區。該村始建於1850年，面積0.43平方公里，海拔高度125米，2001年人口90，人口密度每平方公里207.4人。